# Serafino Vannutelli
Serafino Vannutelli, italijanski rimskokatoliški duhovnik, škof in kardinal, * 26. november 1834, Genazzano, † 19. avgust 1915.

## Življenjepis
Njegov brat Vicenzo Vannutelli je bil prav tako kardinal.
22. decembra 1860 je prejel duhovniško posvečenje.
25. junija 1869 je bil imenovan za naslovnega nadškofa Nicaee; 18. julija istega leta je prejel škofovsko posvečenje.
23. julija 1869 je bil imenovan za: apostolskega delegata v Ekvadorju, v Peruju, v Kolumbiji, v Venezueli, v Salvadorju, v Gvatemali, v Kostariki, v Hondurasu in v Nikaragvi. 
10. septembra 1875 je bil imenovan za apostolskega nuncija v Belgiji in 3. decembra 1880 za apostolskega nuncija v Avstriji.
14. marca 1887 je bil povzdignjen v kardinala in imenovan za kardinal-duhovnika S. Sabina.
13. februarja 1888 je bil imenovan za prefekta Kongregacije za odpustke in relikvije.
11. februarja 1889 je bil imenovan še za kardinal-duhovnika S. Girolamo dei Croati (degli Schiavoni). 14. marca istega leta je bil imenovan tudi za prefekta Kongregacije za obrede. 
16. januarja 1893 je bil imenovan za nadškofa Bologne in 12. junija istega leta še za kardinal-škofa Frascatija.
20. novembra 1899 je bil imenovan za večjega penitanciarija v Papeški penitanciariji.
Pozneje je bil imenovan še na dva kardinalsko-škofovska položaja: Porto e Santa Rufina (22. junij 1903) in Ostia (25. maj 1914).
25. maja 1914 je bil potrjen kot dekan Zbora kardinalov.